# 에밀리 애디슨

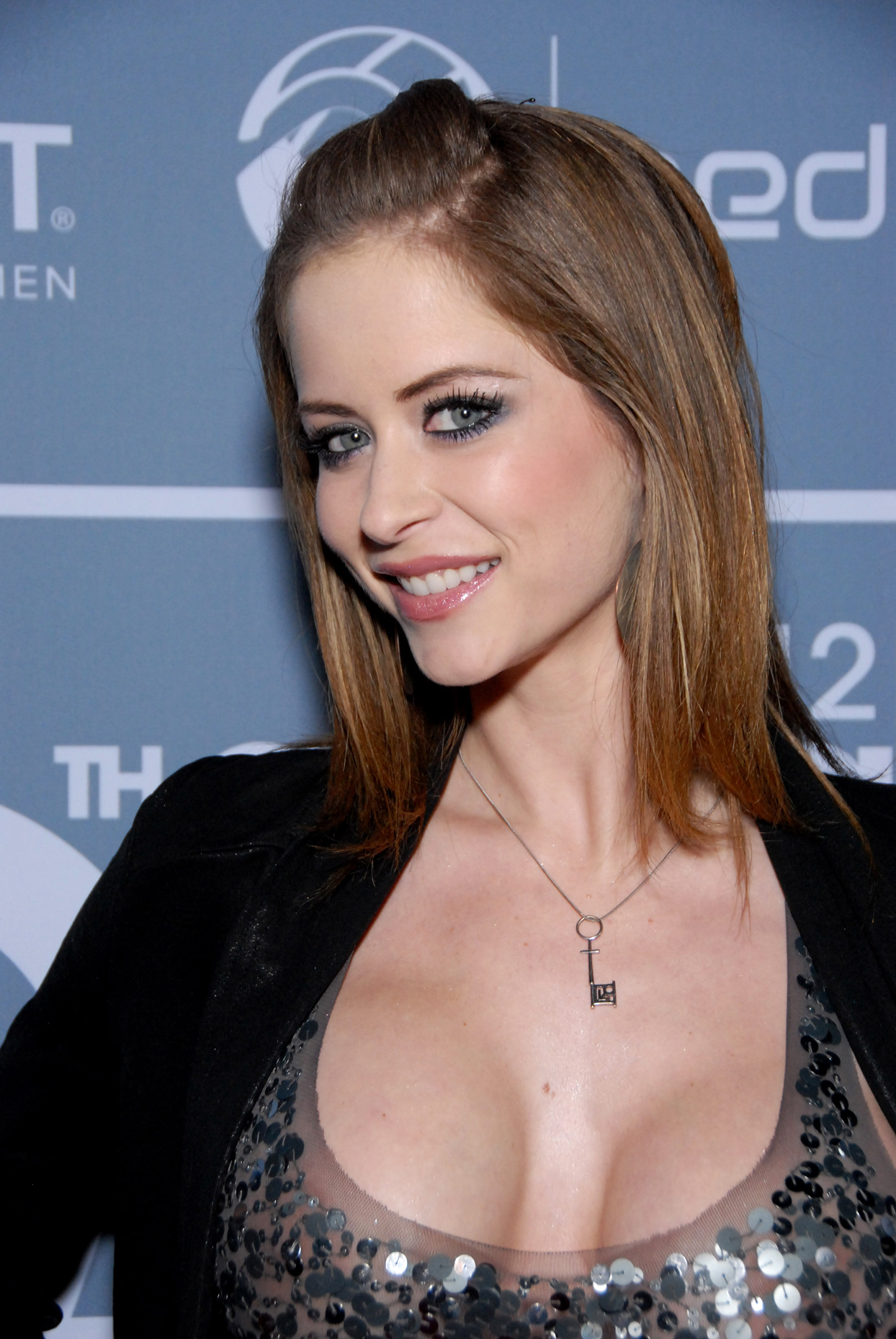

에밀리 애디슨(Emily Addison, 1989년 2월 5일 ~ )는 본명은 맥켄지 밀러(Mackenzie Miller)라고 부른다. 여자 미국 테네시주의 여자 AV 배우다. 키는 162cm 몸무게는 39kg이다. 그가 2009년 21살때 AV 배우로 시작을 했다.

## 필모그래피
- 퍼스트 타임 클라이언트 앤드 도미네이션 디자이어
- 애드리엔 매닝스 바운드 페네트레이션

## 영화 출연
- 셀러브리티 섹스 테이프
- 샤크 어택